# Центральноитальянские языки

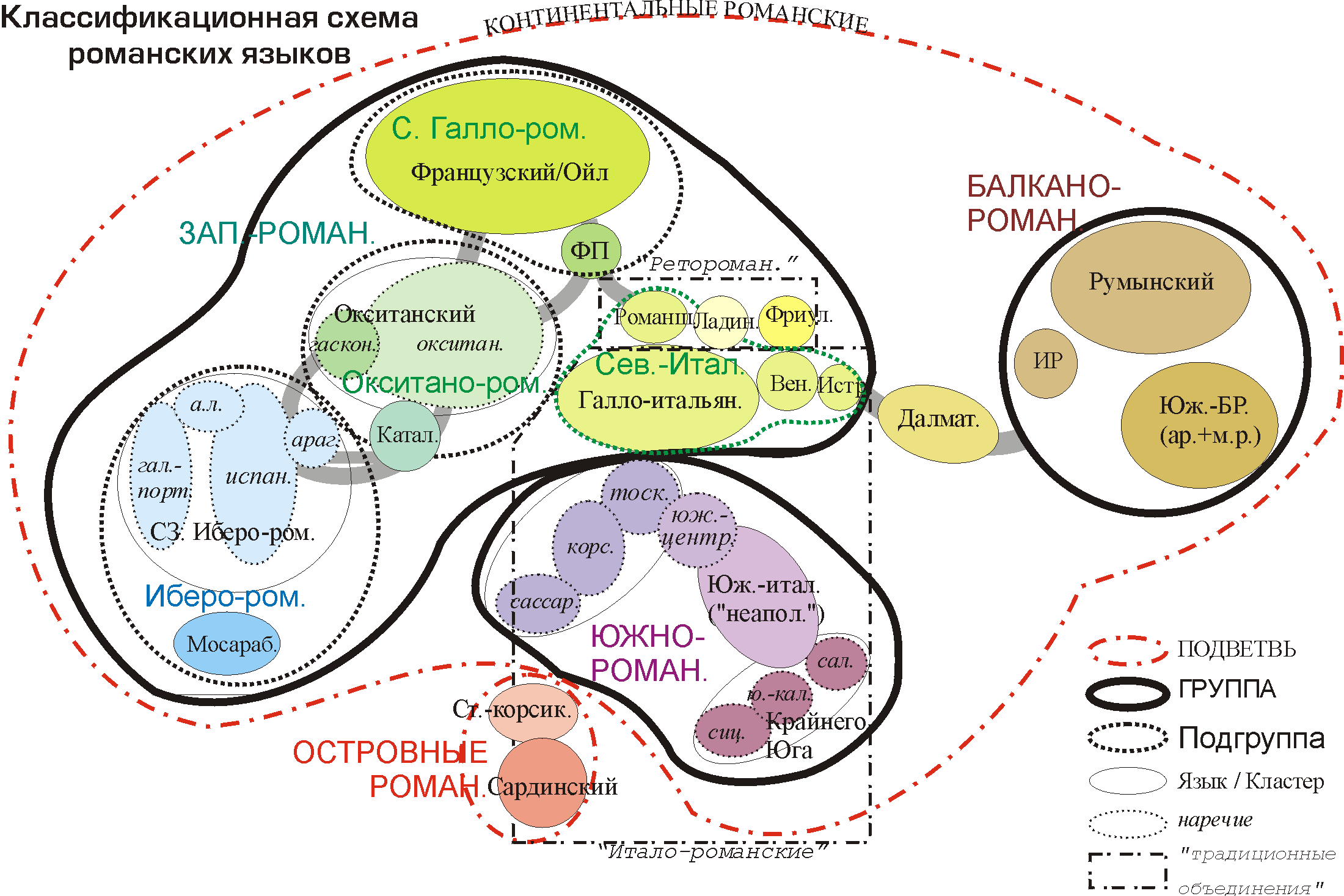
Центральноитальянские языки в классификационной схеме романских языков

Центральноиталья́нские языки́ (также центральноитальянские диалекты) — одна из подгрупп, выделяемых в составе западнороманской языковой ветви. Традиционно рассматривается как совокупность диалектов итальянского языка итало-романского ареала. Включает диалекты Тосканы. Иногда к центральноитальянским относят выделяемые по историко-географическому принципу умбрский, римский и маркезанский диалекты. К ним примыкает также корсиканский язык. Кроме того, к центральноитальянскому структурному типу принадлежит итальянский литературный язык с его региональными разновидностями. Помимо центральной подгруппы итало-романский ареал включает также северную и южную подгруппы.
Центральноитальянский ареал отделяется от северноитальянского пучком изоглосс, называемым линией Ла Специя—Римини. Южные границы центральноитальянского ареала имеют достаточно неопределённые очертания. Область распространения тосканских диалектов охватывает большую часть Тосканы и остров Эльба. На севере тосканский ареал граничит с ареалом эмилиано-романьольского языка — на северо-западе с говорами Луниджаны северного (эмилиано-лигурского) типа и, южнее, с переходными апуанскими говорами, сочетающими характеристики северного и тосканского типов (Масса, Гарфаньяна, Версилия). На юге тосканский ареал граничит с центрально-южными диалектами Срединной Италии. Диалектный регион на юге Тосканы, севере Лацио и севере и западе Умбрии можно рассматривать, как переходную зону между центральноитальянским и южноитальянским ареалами. Корсиканский ареал центральноитальянского типа охватывает северные и центральные части территории острова Корсика, а также остров Капрайя.
Тосканские диалекты считаются самыми консервативными среди прочих итальянских диалектов.
Флорентийский говор тосканского диалектного ареала является основой литературного языка итальянцев, поэтому тосканские диалекты и литературный итальянский язык в целом имеют сходную структуру. При отсутствии резкого противопоставления тосканских диалектов и литературной нормы, тем не менее сохраняются ярко выраженные языковые отличия от стандартного языка прежде всего в сельской речи Тосканы. На тосканских диалектах развивается письменность (единая литературная традиция отсутствует), издаётся литература фольклорного характера, выпускаются журналы, диалекты звучат на театральной сцене, в радио- и телепередачах. Нередко диалектные тосканские черты используются в комических целях.
Предполагается, что изначально на Корсике сформировались архаичные романские диалекты сардинского типа, но в результате длительных и тесных связей Корсики с западной Тосканой корсиканские диалекты приобрели структуру центральноитальянского (тосканского) типа. Южные корсиканские диалекты между тем сближаются с сардинским языком.